# Ceratinini
Tribu
Les Ceratinini sont une tribu d'insectes de la famille des Apidae (une des familles d'abeilles).

## Liste des genres
Selon ITIS (4 juin 2016) :
- Ceratina Latreille, 1802

Selon [Qui ?]
- Ceratina Latreille, 1802
- Megaceratina Hirashima, 1971